# Великая Хартия университетов
Великая хартия европейских университетов (лат. Magna Charta Universitatum Europearum) — документ, принятый в Болонье в 1988 году ректорами европейских университетов. Документ был подготовлен Болонским университетом и Ассоциацией университетов Европы.

## История
Хартия ставит своей целью унификацию образовательных систем, политики развития европейского университетского сообщества (текст Хартии).
Болонский университет в 1986 году обратился к ведущим университетам Европы с предложением о подписании Хартии. Делегаты из 80-и европейских университетов избрали совет из восьми руководителей ведущих европейских университетов и представителей Совета Европы для разработки проекта Хартии. Хартия подписана 889 университетами из 88 стран.
Хартия призвана способствовать решению проблемы свободного движения кадров высшей квалификации, исследователей, научных работников между странами, преодолев высокую диверсификацию содержания образования, систем квалификации, степеней и дипломов в различных государствах.
В Хартии обозначена новая роль университетов в условиях перехода от элитного к массовому высшему образованию, которое стало востребованным благодаря быстрому технологическому развитию.
Основной принцип деятельности университетов сформулирован в Хартии так: «Университет — автономный, по-своему организованный институт в сердце общества, который производит, оценивает, приумножает и распространяет культуру путём научных исследований и обучения. Чтобы соответствовать потребностям окружающего мира, его исследования и учебный процесс должны быть морально и интеллектуально независимыми от политической и экономической власти».
Болонский университет и Ассоциация европейских университетов основали в 2000 году Наблюдательный совет по соблюдению фундаментальных университетских ценностей и прав, куда Совет Европы делегировал своего представителя.